# Гробище
Гробището е място, където се полагат тленните останки или пепел след кремация на починалите. На гробището се извършват последните ритуали по отдаване на почит към мъртъвците и религиозните обичаи, свързани със смъртта.
Има различни обичаи на погребване, но обикновено тялото се полага в гроб и се покрива под дълбок слой пръст, за да се осигури неговото естествено разлагане. Край гроба се поставя надгробна плоча с името на починалия, неговите дати на раждане и смърт, евентуално и снимка. Понякога след време костите се ексхумират и се съхраняват в специални костници. Според начина на третиране на мъртвото тяло, погребванията биват чрез трупополагане (погребение в тесен смисъл) и съхраняване на пепелта от кремацията.
Съществуват множество религиозни предписания и ритуали, свързани с погребалните практики и гробищата. В България все още се предпочита погребението на тялото пред кремацията. Православната църква, най-многобройната религиозна група в страната, макар да не осъжда категорично кремацията, препоръчва погребението да бъде на тяло, а не на пепел. Това има значение по-скоро за вярата на живите, отколкото за съдбата на мъртвите в задгробния свят, според православието.
От 7 век в Европа погребенията са били под контрола на църковната власт и тогава гробищата са се разполагали в места около самата сграда на църквата. По-късно надделява тенденцията да се разполагат на изолирано място, за да се осигури т.нар. „вечен покой“ на мъртвите, както и за да се постигне отдалеченост от жилищните райони заради неблагоприятните ефекти при разлагането на човешкото тяло. Като пример може да се посочи ексхумацията и преместването на скелети от основните гробища на Париж в парижките катакомби през 18 век. В началото на 19 век контролът върху местата за разполагане на гробищата се съсредоточава в общинската власт.

## Видове гробища
- катакомби
- крипти
- обществени гробища
- фамилни гробници
- гробища за домашни любимци

## Известни гробища

### По света
- Пер Лашез (Cimetière du Père Lachaise) – Париж, Франция
- Скугсширкогорден (Skogskyrkogården) – Стокхолм, Швеция

### В България
- Бургас
  - Централни бургаски гробища
- Варна
  - Централни гробища, бул. „Владислав Варненчик“
  - Нови гробища, с. Тополи

- Велико Търново 
Гробището се намира на запад, пътя към село Беляковец. Старите гробища са в парк „Дружба“ като там са запазени гробовете на Колю Фичето[1] (оригиналния кръст е в музея), Венета Ботева и дъщеря ѝ,[2] Добри Войников,[3] Христо Иванов – Големия и много други видни личности, на изток от парка се намира масов гроб и монумент[4] на избити през 1944 от комунистическия режим търновци.[5] Руските гробища е парк с църква до разклон Качица, край магистралния път София – Варна. Стари турски гробища има от изхода на студентски град (турска махала) към магистралата София – Варна[6].
- Кюстендил
  - Централни гробища, ул. „Дупнишко шосе“

- Плевен
  - Гробищен парк „Стадиона“
  - Горноплевенски гробищен парк
  - Гробищен парк „Чаира“
  - Турско гробище

- София
  - Централни софийски гробища
  - Гробищен парк „Малашевци“
  - Гробищен парк „Бояна“
  - Гробищен парк „Горна баня“
  - Гробищен парк „Симеоново“
  - Гробищен парк „Полето“ (Банкя)
  - Гробищен парк „Драгалевци“
  - Гробищен парк „Княжево“
  - Гробищен парк „Дървеница“
  - Гробищен парк „Владая“
  - Гробищен парк „Бакърена фабрика“